# Нігілізм
Нігілізм (від лат. nihil — «ніщо», «відсутність») — світоглядна позиція, ширше значення якої полягає у перехідному відношенні волі до абстрактної «формалізації» духу, а у вужчому значенні — в запереченні існування об'єктивної основи для визнання суспільних норм моралі. Термін також використовується полемічно щодо критиків релігії або політичного ладу (анархізму). У побутовому мовленні нігілізм означає заперечення позитивного підходу. Нігілізм стосується абсолютної першості особистості, котра дотримується «власноруч» вибудованої парадигми.
Уперше термін «нігілізм» запровадив Фрідріх Генріх Якобі, однак найбільшого поширення поняття отримало завдяки творчості Івана Тургенєва, зокрема його роману «Батьки і діти». У праці «Воля до влади» Ф. Ніцше, нігілізм розглядається як один з етапів трансформації людини. У практиці свого спілкування використовували так званий шифр нігілістів.

## У філософії

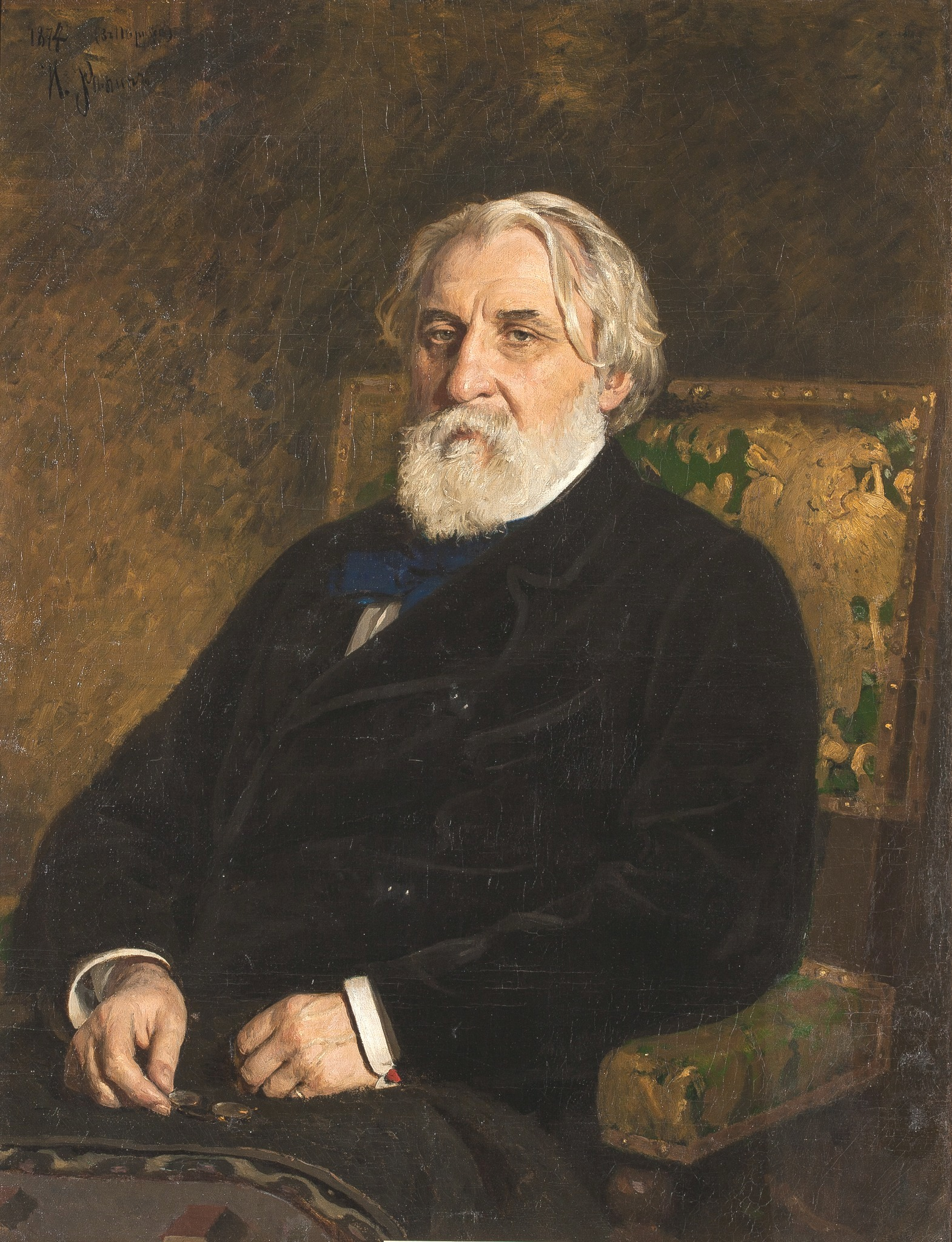
Термін «нігілізм» популяризував російський письменник Іван Тургенєв

У філософії це світоспоглядання та спосіб людського світовідношення, що містить інтенції заперечення, свавілля, відчаю, розчарування, недовіри тощо. Нігілізм виражається у запереченні існування Бога, безсмертя душі, свободи волі, могутності розуму, можливості пізнання, об'єктивності моралі, духовних підвалин буття, культурних засад, суспільного устрою, прав націй на самоідентифікацію та самовизначення, оптимістичних перспектив людської історії. Абсолютною формою нігілізму є самогубство й жага до тотальної руйнації, але найчастіше він виражається через відносні форми, тобто скасовування або знецінення певного боку реальності, з метою піднесення інших. Акти негації в нігілістичній свідомості пов'язані з усвідомленням людської неспроможності пояснити чи обґрунтувати всі підстави буття, а також з відчуттям непевності.

### Екзистенційний нігілізм
«Екзистенційний нігілізм» полягає в тому, що життя не має об'єктивного значення або сенсу, і лише фізичні закони сприяють нашому існуванню. Тому заперечується, що існування людини повинно мати цінність або мету.

### Моральний нігілізм
Моральний нігілізм (або етичний нігілізм) стверджує, що моральні переконання - це вигадані людьми умовності, котрі не мають об'єктивної основи. За такого підходу ніякі дії не є правильними чи неправильними; жоден вчинок не повинен засуджуватися.

### Політичний нігілізм
Політичний нігілізм відкидає необхідність, наприклад, у базових соціальних та політичних структурах, уряді, сім'ї та законах. У російського письменника Івана Тургенєва (1818—1883) в романі «Батьки і діти» (1862) поняття стосується групи молодих російських радикалів, які стояли на політичній програмі, що частково нагадує анархізм. Ідея політичного або російського нігілізму полягала в тому, щоб зруйнувати суспільство та існуючі цінності, створити більш вільне суспільство.

#### Російський нігілістичний рух
Російський нігілістичний рух — масовий російський напрямок нігілізму у 1860-х рр. який відкидає усі авторитети.

Андре Глюксман заперечував, що розпад Радянського Союзу можна назвати найбільшою катастрофою XX століття, і наголошував, що Європі потрібно звернути увагу на юридичний, економічний нігілізм Росії й не тішити себе надією колонізувати чи модернізувати цю країну, керівники якої після 70 років комуністичного правління стали справжніми циніками.

### Метафізичний нігілізм
Метафізичний нігілізм — розуміння процесу становлення як такого, що передбачає виникнення речі з нічого, її буття та розвиток, і подальше зникнення речі в ніщо. Саме таке розуміння становлення веде до думки про те, що світ в цілому, в тому числі й усе, що в ньому — не має ніякого значення.

### Радикальний нігілізм
Заперечується існування сенсу у будь-чому. Це, з одного боку, віра в те, що в підсумку не було надано ніяких підстав для знання, етики та справедливості. З іншого боку, — усвідомлення того, що навіть відсутність фундаменту може слугувати підставою для (відхилення) знань, етики та справедливості.

### Важливі філософи
Деякі філософи були особливо стурбовані нігілізмом.

#### Думка Фрідріха Ніцше
Філософія нігілізму у Ніцше поставала з проблеми цінностей. Для Ніцше нігілізм це переконання, що немає абсолютних істин і цінностей. Це випромінює єдину віру в абсолютну марність і безглуздя. Проголошений Ніцше нігілізм характеризує специфіку постмодерністської філософії, яка, за визначенням Ліотара, представляє собою «війну цілому». У розумінні постмодерністських ідей погляди Ф. Ніцше на нігілізм в багатьох випадках пов'язано з тим, що існує уявлення про постмодернізм як найбільш радикальну форму нігілізму. Підґрунтям для такої точки зору є той факт, що якщо всі попередні негативні світоглядні концепції, відкидаючи одні «вищі» цінності, зводять на їх місце інші, то постмодернізм взагалі відмовляється від будь-яких «вищих» цінностей. Насправді, у постмодерністів радше йдеться про якісно новий підхід до цінностей, про переоцінку значення ключових категорій, за допомогою яких ми звикли сприймати й описувати реальність.

#### Думка Гайдеґґера
За словами Мартіна Гайдеґґера, нігілізм обумовлений забуттям і бачить способом як поширення нігілістичного мислення. Для Гайдеґґера ми можемо лише уникнути нігілізму, подолавши метафізику.

#### Думка Емануеле Северіно
На думку італ. філософа Е. Северіно, в основі всієї західної філософії, починаючи від учень Платона та Аристотеля, лежить помилкове уявлення про те, що виникнення (становлення) будь-якої речі тягне за собою і її знищення (її перетворення на або зникнення в ніщо), і що смерть людської істоти, як і смерть будь-якої речі, є рівнозначною її знищенню. Северіно вважає, що саме ця філософська помилка породила значення смерті як відходу у ніщо, а відтак і страх смерті — оту скорботу від усвідомлення власної смертності («рефлексивну печаль»), про яку писав данський філософ К'єркегор. А таке розуміння смерті, тобто смерті як перетворення на або зникнення в ніщо, призвело, з одного боку, до виникнення ідеї божества як такого, що може вберегти людину від зникнення в ніщо, а з другого боку — до розвитку науки і технологій як своєрідного еліксиру безсмертя.
Помилковість уявлень традиційної західної філософії, вважає Северіно, увиразнюється, коли мова заходить про становлення будь-якої речі у часі. Віра в існування часу, який плине з минулого, через теперішнє, в майбутнє, є тим чинником, який додає цій помилковості фатального відтінку і перетворює її на справжнісінький філософський нігілізм. Адже коли хтось стверджує про якусь істоту або річ, що вона не є, тобто, що в один час вона ще не є, а в другий час — вона вже не є, то насправді він стверджує, що ця істота або річ — ніщо. А в цьому якраз і полягає нігілістичне бачення світу.

#### Рей Брасьє
Рей Брасьє захищає точку зору, що світ сам по собі не має сенсу. Замість того, щоб уникати нігілізму, Брассьє вважає, що ми повинні прийняти нігілізм як істину світу.

#### Думка Лео Штрауса
За словами Лео Штрауса, визначення таке: «а) Нігіліст — це людина, яка знає принципи цивілізації лише поверхово. Просто нецивілізована людина, дикун, не є нігілістом».

## Анархізм і нігілізм
Ці дві позиції часто асоціюються — якщо анархізм є ім'ям, даним політичній концепції, то нігілізм є більш філософським поняттям цього.
Але багато течій анархізму спростовують нігілізм.

## Культурні прояви

### Телебачення
На телебаченні це можуть бути «шоу про ніщо», більшість епізодів з яких — про дрібниці, а головні герої, як правило, аморальні. Це почуття абсурду утворює іронічну форму гумору.

### Музика
Багато рокерів 70-х років висловили нігілістичну філософію життя в піснях байдужості. Твір Sex Pistols «God Save the Queen» містив слова «немає майбутнього», що стало гаслом для безробітних молодих людей наприкінці 70-х років. Цей слоган також включений у фільм «Термінатор 2», де Сара Коннор видряпує його на столі, знаючи про невідворотність майбутньої війни. Також у жанрах гранж і важких металів, особливо Black metal та Death metal, тексти часто мають нігілістичні теми.